# Justicia scheidweileri
Justicia scheidweileri es una especie de planta floral del género Justicia, familia Acanthaceae.

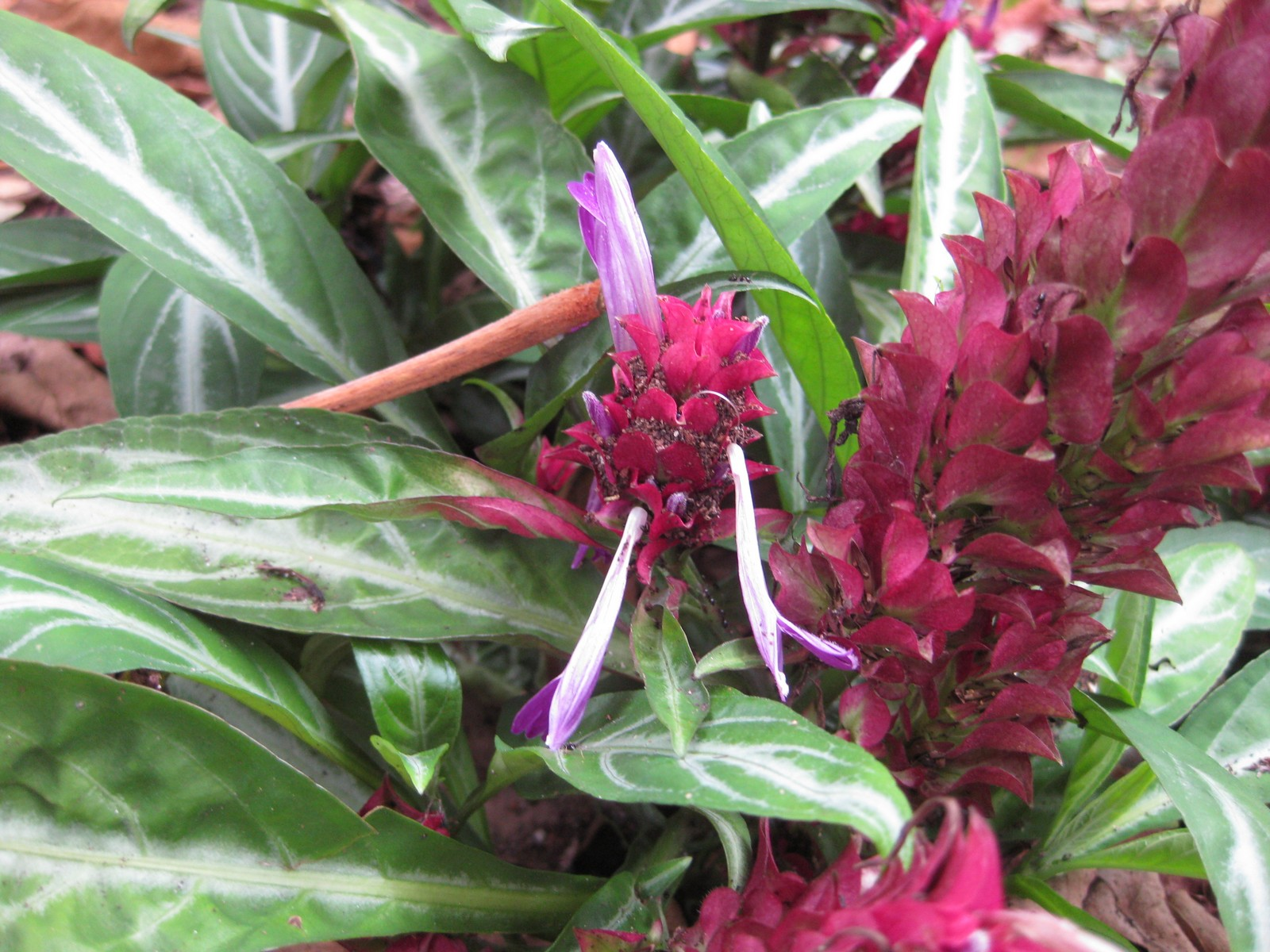
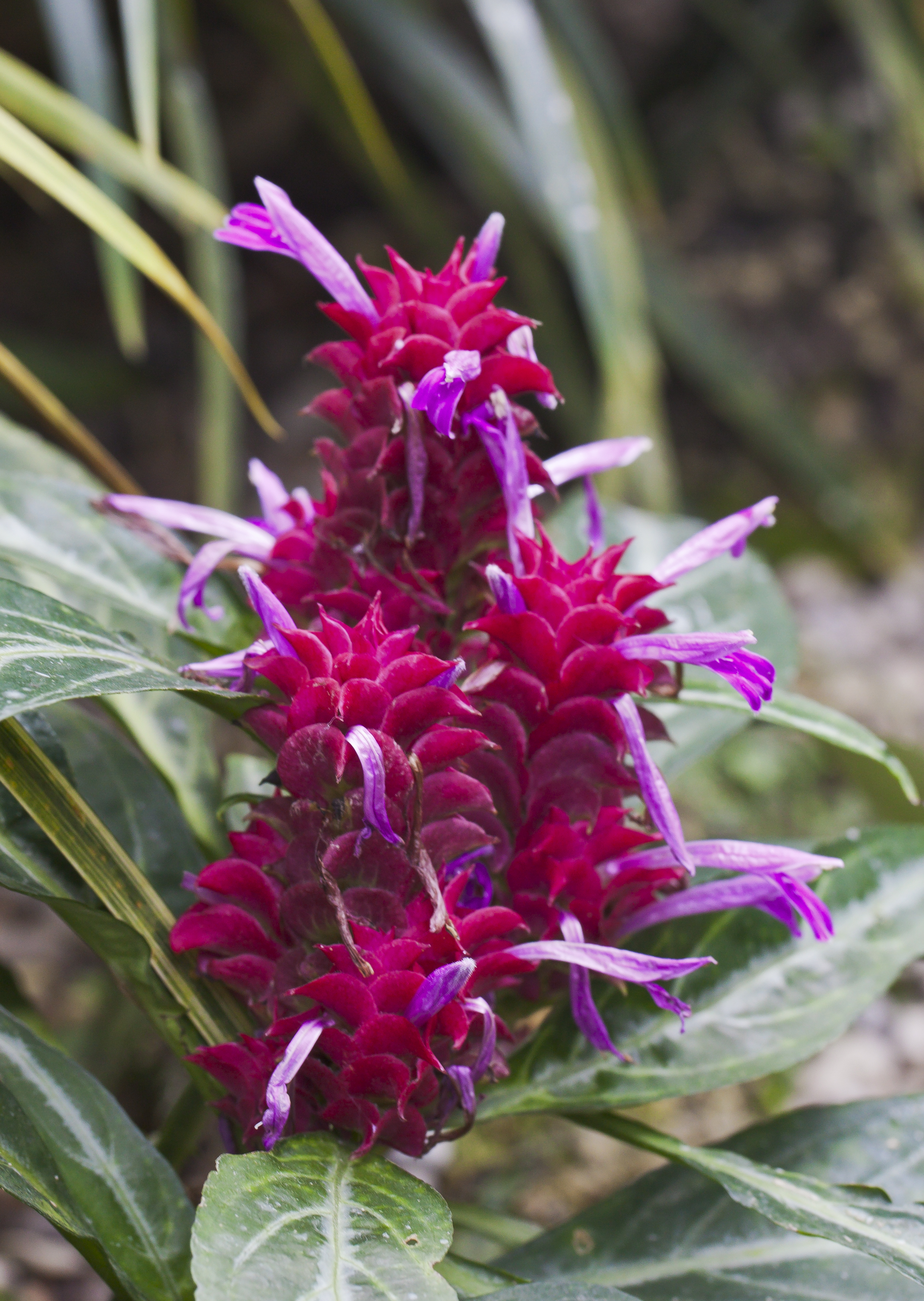
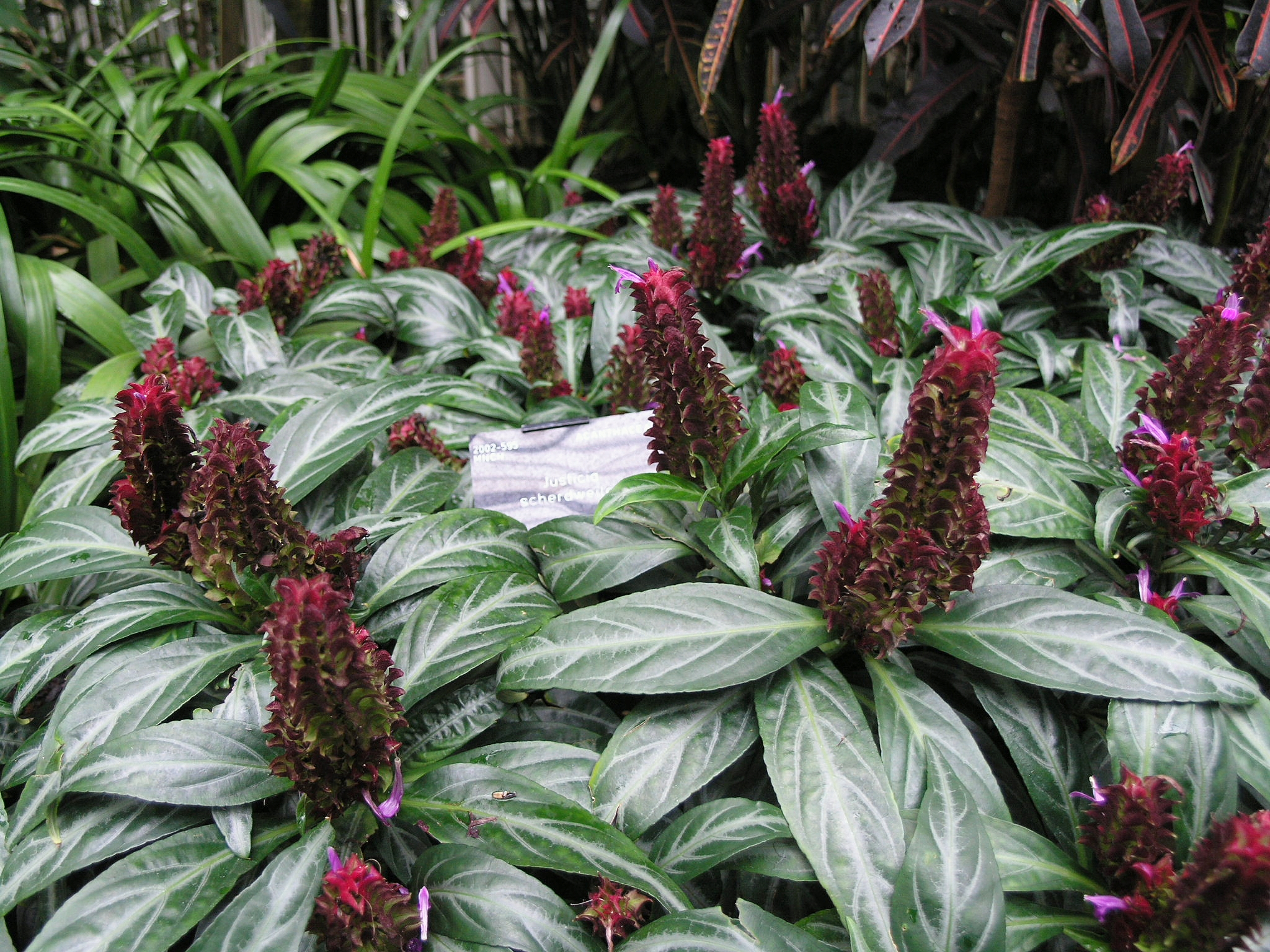
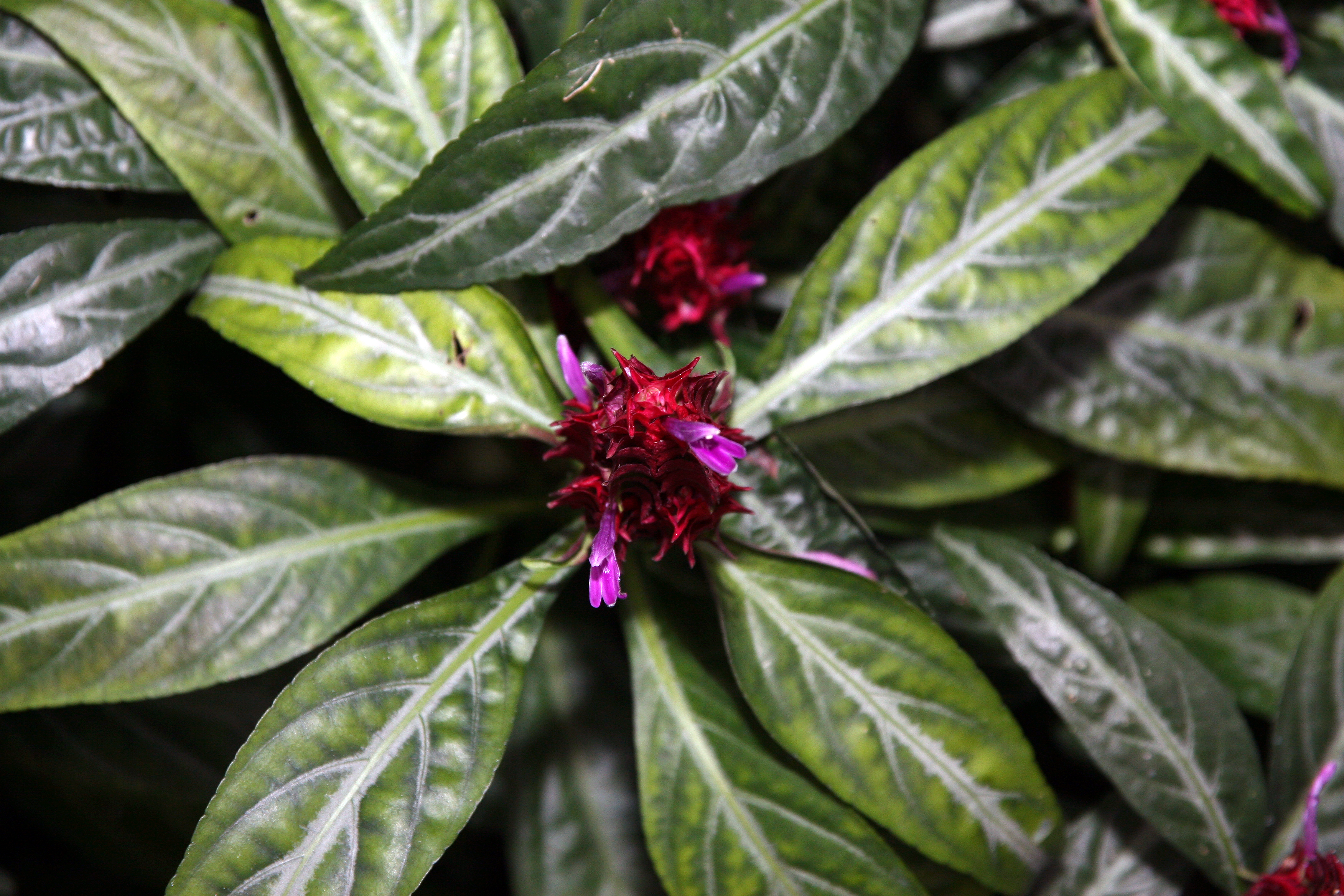

Es nativa del Sudeste de Brasil.